# Умаров, Шадман Умарович
Шадман Умарович Умаров (27.10.1918 — 02.02.1984) — советский военнослужащий, участник Великой Отечественной войны, командир 3-го стрелкового батальона 266-го гвардейского стрелкового полка (88-й гвардейской стрелковой дивизии, 28-го гвардейского стрелкового корпуса, 8-й гвардейской армии, 1-го Белорусского фронта), гвардии капитан. Герой Советского Союза.

## Биография
Родился 27 октября 1918 года в селении Урус (ныне Китабский район Кашкадарьинской области Узбекистана). Узбек. Окончил 6 классов. Работал в райкоме комсомола.
В 1938 году был призван в Красную Армию Китабским райвоенкоматом. Служил в пехоте. Член ВКП(б)/КПСС с 1941 года. В 1942 году окончил Тбилисское военное пехотное училище. На фронте в Великую Отечественную войну с июня 1942 года. В 1944 году окончил курсы «Выстрел».
В боях с немецкими войсками показал умение руководить подразделениями и личную храбрость. Когда было трудно, комбат становился в первую цепь и личным примером увлекал бойцов за собой. К лету 1944 года гвардии капитан Умаров — командир 3-го стрелкового батальона 266-го гвардейского стрелкового полка. Особо отличился в боях за освобождение Украины и Польши.
Под городом Ковелем штурмовой батальон в тяжёлых боях сумел взломать долговременную оборону противника, в районе Вишнюв-Любомль той же области, батальон выбил врага из населённого пункта, овладел железнодорожной станцией и, завязав уличные бои, полностью ликвидировал противника.
В середине января батальон капитана Умарова прорвал оборону противника в районе Цебылювка. 25 января сходу форсировал реку Варта в районе населённого пункта Вайссенбург. Захватив плацдарм на левом берегу, в течение 9 часов гвардейцы отбили 7 вражеских атак и удержали позицию до подхода остальных подразделений. С этого плацдарма дивизия перешла в наступление и освободила Вайссенбург.
Указом Президиума Верховного Совета СССР от 24 марта 1945 года за образцовое выполнение боевых заданий командования и проявленные при этом мужество и героизм гвардии капитану Умарову Шадману присвоено звание Героя Советского Союза с вручением ордена Ленина и медали «Золотая Звезда».
После войны остался в армии. В 1949 году окончил Военную академию имени М. В. Фрунзе. Продолжал службу в системе военных комиссариатов. В 1953—1961 годах был преподавателем в Ташкентском институте физической культуры. С 1975 полковник Ш. Умаров — в отставке.
Жил в городе Ташкенте. Работал начальником штаба гражданской обороны города. С 1975 года — председатель Ташкентского городского комитета ДОСААФ. Скончался 2 февраля 1984 года. Похоронен на Аллее Героев Воинского кладбища в Ташкенте.
Награждён орденом Ленина, двумя орденами Красного Знамени, орденами Красной Звезды, «За службу Родине в Вооружённых Силах СССР» 3-й степени, медалями.